# Marre Moerel
Marre Moerel (Breda, Países Bajos, 1966) es una diseñadora holandesa afincada en Madrid desde 2002.

## Trayectoria
Estudió diseño de moda en Róterdam, escultura en la Escuela de bellas artes de Exeter, y diseño de mobiliario en el Royal College of Art de 
En 1993 se trasladó a Nueva York donde trabajó dando clases en la Parsons School of Desing y como diseñadora freelance para marcas como Cappellini, Celda, Kenzo y Offect.
En 2002 se traslada a Madrid, después de los atentados del 11 de septiembre de 2001, donde monta su propio estudio-tienda en el que trabaja en el diseño de mobiliario, iluminación, vajilla y accesorios, de los que posee distintas colecciones.
Participó en los programas de Artesanía española de vanguardia, promovidos por el Ayuntamiento de Madrid, presentando su colección Food on the table. 

En 2015 ganó el premio de la revista Interiores como Influencer del año.
Para explicar su obra, se puede decir que “la aspiración de Moerel siempre ha sido crear objetos contemporáneos atemporales, que sean capaces de fusionar el sentir actual con las referencias históricas sin perder el sentido del humor y la delicadeza inherentes a cada una de ellas".